# Eugenia demeusei
Eugenia demeusei är en myrtenväxtart som beskrevs av De Wild.. Eugenia demeusei ingår i släktet Eugenia och familjen myrtenväxter.
Artens utbredningsområde är Kongo-Kinshasa. Inga underarter finns listade i Catalogue of Life.